# Critique des traductions
La critique des traductions est l'étude systématique, l'évaluation et l'interprétation des différents aspects d'œuvres traduites. Il s'agit d'un domaine universitaire interdisciplinaire étroitement lié à la critique littéraire et à la théorie de la traduction.
Certaines personnes croient que la critique des traductions devrait se concentrer sur les aspects négatifs d'une œuvre. Une approche plus moderne est que la critique devrait également explorer les aspects positifs de l'œuvre. L'un des objectifs de la critique des traductions est de sensibiliser à l'élégance apportée à la traduction et d'examiner si le traducteur a ou non atteint ses objectifs.
Les traducteurs professionnels et les amateurs qui s'engagent dans la traduction littéraire sont inévitablement confrontés à la question de sa qualité. La critique des traductions a plusieurs questions en suspens, comme le nom de la pratique de l'évaluation des traductions, et les critères d'évaluation, chacune d'elles mérite une étude détaillée.
Un texte littéraire peut être exploré comme une traduction, pas principalement pour le juger, mais pour comprendre où le texte se situe par rapport à son original en examinant le potentiel d'interprétation qui résulte des choix de traduction qui ont été faits. Il peut même se révéler éclairant pour le texte de départ, celui-ci "exigeant" sa réalisation en une autre langue (de destination), selon Walter Benjamin par exemple. En comparant différentes traductions d'un même texte original, les résultats des analyses devraient être utilisés pour construire une hypothèse sur chaque traduction: des critères tels que la «similitude divergente», la «divergence relative», la «divergence radicale» et l'«adaptation» sont importants pour une telle analyse.
Un auteur très influent dans le domaine fut Antoine Berman, qui a affirmé qu'il peut y avoir de nombreuses méthodes différentes pour la critique des traductions, car il existe de nombreuses théories de la traduction. Par conséquent, il a créé son propre modèle comme parcours analytique, lequel peut être modulé en fonction des objectifs spécifiques de chaque analyste et adapté à tous les types de textes standardisés. Il insiste en outre pour dire que tout traducteur doit élaborer d'abord un projet de traduction, avant le processus de traduction lui-même.
Bien qu'elle soit sujette à débat, on peut dire que la critique des traductions est nécessaire. Heureusement « depuis la création du Bureau de la traduction en 1940, le système littéraire turque a été largement enrichi par des traductions dans différentes langues et l'activité de la traduction a été évaluée par des écrivains, des traducteurs et des critiques ». Une méthodologie pour les études de traduction descriptive a été proposée par Gideon Toury. En bref, les chercheurs qui travaillent dans le cadre de ce paradigme ont affirmé que les traductions devaient être décrites conformément aux normes de la langue cible, valides à un moment et en un lieu précis, et comparées aux originaux afin de produire une critique de traduction objective soutenue par les théories de la traduction (Toury 1980: 73).